# پروژه نام‌های لحاف چهل‌تکه یادبود ایدز

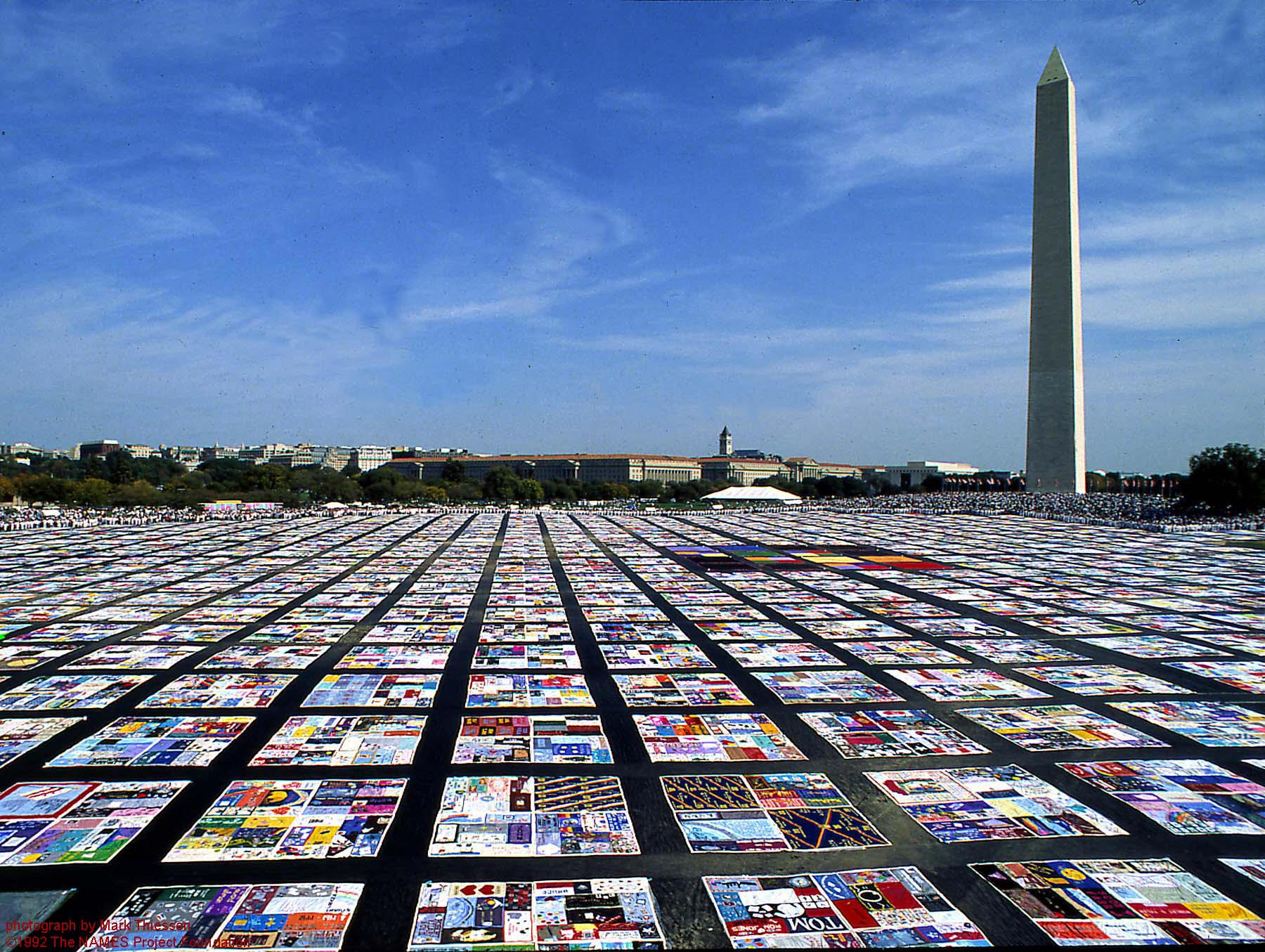
لحاف چهل‌تکه یادبود ایدز

پروژه نام‌های لحاف چهل‌تکه یادبود ایدز (انگلیسی: NAMES Project AIDS Memorial Quilt) که اغلب، به صورت کوتاه لحاف چهل‌تکه یادبود ایدز خوانده می‌شود، لحافی بسیار بزرگ است که برای یادبود و بزرگداشت زندگی کسانی که در اثر ایدز یا عوامل وابسته به آن، درگذشتند، ساخته شده است. وزن تقریبی آن، ۵۴ تن تخمین زده می‌شود و از سال ۲۰۱۰، بزرگ‌ترین اثر تولید شده توسط هنرهای باهمستان خوانده می‌شود.
در مورد این اتفاق، فیلمی به نام پیوندهای مشترک: داستان‌هایی از لحاف چهل‌تکه به کارگردانی راب اپستاین و جفری فریدمن در سال ۱۹۸۹ ساخته شده که برنده جایزه اسکار بهترین فیلم مستند شده است.